# Platygastroidea
Super-famille
Les Platygastroidea sont une super-famille d'hyménoptères.

## Liste des familles
Selon ITIS (30 mai 2019) :
- famille Platygastridae Haliday, 1833
- famille Scelionidae Haliday, 1839